# 이휘향
이휘향(한국 한자: 李輝香, 1960년 11월 19일 (음력 10월 1일) ~)은 대한민국의 배우이다.

## 학력
- 숭의여자고등학교 (졸업)
- 서울예술전문대학 연극과 전문학사 (졸업)

## 출연작

### TV 드라마 출연
타방송사
- 1982년 MBC 주간드라마 《수사반장》 ... 여순경 역
- 1986년 MBC 주말연속극 《풀잎마다 이슬》 ... 백상희 역
- 1987년 MBC 주말연속극 《사랑과 야망》 ... 최재은 역
- 1987년 MBC 미니시리즈 《내일 또 내일》 ... 가희 역
- 1987년 MBC 미니시리즈 《막차로 온 손님들》
- 1988년 MBC 주말연속극 《그것은 우리도 모른다》 ... 박은주 역
- 1988년 MBC 특집드라마 《해후》
- 1988년 MBC 특집드라마 《침묵의 도시》
- 1988년 MBC 청소년드라마 《푸른 계절》... 훈이 엄마 역
- 1988년 MBC 주말연속극 《내일 잊으리》 ... 오세영 역
- 1989년 MBC 특별기획드라마 《조선왕조 오백년 - 파문》 ... 효의왕후 역
- 1989년 MBC 추석특집극 《사랑은 구름을 비로 내리고》 ... 엄혜리 역
- 1994년 MBC 수목드라마 《야망》 ... 김 소사 역
- 1994년 MBC 주간드라마 《종합병원》 ... 한강병원 내과 스텝 김지원 역
- 1995년 MBC 미니시리즈 《연애의 기초》 ... 한차숙 역
- 1996년 SBS 주말극장 《행복의 시작》 ... 진유경/진희숙 역
- 1996년 SBS 아침연속극 《만남》 ... 유강애 역
- 1998년 SBS 아침연속극 《엄마의 딸》 ... 현애 역
- 1999년 SBS 일요드라마 《카이스트》 ... 이희정 역
- 2000년 SBS 일일드라마 《자꾸만 보고싶네》 ... 박자영 역
- 2000년 MBC 미니시리즈 《비밀》... 윤명애 역
- 2001년 SBS 대하사극 《여인천하》 ... 장 대인 역
- 2001년 SBS 드라마 스페셜 《아름다운 날들》 ... 양경희, 양미미 역
- 2002년 MBC 수목미니시리즈 《그 햇살이 나에게》 ... 윤 여사 역
- 2003년 SBS 드라마 스페셜 《천국의 계단》 ... 태미라 역 한유리와 한태화의 어머니
- 2004년 MBC 수목미니시리즈 《아일랜드》 ... 재복 모, 김부자 역
- 2005년 SBS 특별기획 《봄날》 ... 오혜림 역
- 2005년 SBS 아침연속극 《진주 귀걸이》 ... 서진 모 역
- 2007년 MBC 일일연속극 《아현동 마님》 ... 성미숙 역
- 2008년 SBS 주말극장 《행복합니다》 ... 이세영 역
- 2008년 SBS 아침연속극 《순결한 당신》 ... 윤순희 역
- 2009년 SBS 주말극장 《천만번 사랑해》 ... 손향숙 역
- 2011년 MBC 일일연속극 《남자를 믿었네》
- 2011년 SBS 주말극장 《내사랑 내곁에》 ... 배정자 역
- 2011년 MBC 창사50주년 특별기획드라마 《빛과 그림자》 ... 송미진 역
- 2012년 SBS 드라마스페셜 《부탁해요 캡틴》 ... 양미혜 역 (특별출연)
- 2012년 MBC 일일연속극 《오자룡이 간다》 ... 이기자 역
- 2013년 SBS 아침연속극 《두 여자의 방》 ... 여옥선 역
- 2013년 MBC 일일연속극 《빛나는 로맨스》 ... 김애숙 역
- 2014년 SBS 아침연속극 《나만의 당신》 ... 장영자 역
- 2015년 SBS 주말극장 《떴다! 패밀리》 ... 김정숙 역
- 2015년 MBC 수목미니시리즈 《맨도롱 또똣》 ... 백세영 역
- 2016년 MBC 특별기획 주말드라마 《결혼계약》 ... 오미란 역
- 2016년 MBC 주말드라마 《불어라 미풍아》 ... 마청자 역
- 2018년 MBC 월화드라마 《미치겠다, 너땜에!》
- 2018년 MBC 특별기획 주말드라마 《신과의 약속》 ... 허은숙 역
- 2021년 MBC 수목미니시리즈 《오! 주인님》 ... 강해진 역

KBS
- 1989년 KBS 2TV 주말연속극 《달빛가족》 ... 조세정 역
- 1990년 KBS 8.15특집극 《왕조의 세월》 ... 이방자 역
- 1990년 KBS 2TV 주말연속극 《야망의 세월》 ... 젤소미나 역
- 1992년 KBS 1TV 일일연속극 《정든 님》 ... 동희 역
- 1993년 KBS 2TV 주말연속극 《연인》 ... 홍연희 역
- 1994년 KBS 설날특집극 《너의 뺨에 입맞추리》 ... 교수 아내 역
- 1994년 KBS 2TV 주말연속극 《딸부잣집》 ... 권일령 역
- 1996년 KBS 2TV 드라마게임 《아빠와 영혼》 ... 엄마 역
- 1997년 KBS 2TV 미니시리즈 《봄날은 간다》 ... 이언향 역
- 1998년 KBS 2TV 특집드라마 《아빠와 영혼》
- 1998년 KBS 1TV 일일연속극 《살다보면》 ... 최숙자 역
- 1999년 KBS 2TV 주말연속극 《유정》 ... 김선영 역
- 2001년 KBS 2TV 일일드라마 《여자는 왜?》... 이휘향 역
- 2002년 KBS 2TV 단막극 《드라마시티 - 잘가요 내사랑》 ... (특별출연)
- 2003년 KBS 1TV TV소설 《찔레꽃》 ... 안성희 역
- 2004년 KBS 2TV 미니시리즈 《구미호 외전》 ... 신수장 역
- 2010년 KBS 2TV 주말드라마 《결혼해주세요》 ... 송인선 역
- 2015년 KBS 1TV 저녁일일극 《가족을 지켜라》. .. 복수자 역
- 2017년 KBS 2TV 저녁 일일드라마 《내 남자의 비밀》 ... 위선애 역
- 2021년 KBS 2TV 주말드라마 《신사와 아가씨》 ... 이기자 역 (본작의 진 최종 보스)
- 2022년 KBS 2TV 일일드라마 《황금 가면》 ... 고미숙 역
- 2023년 KBS 2TV 주말드라마 《효심이네 각자도생》 ... 장숙향 역 (본작의 진 최종 보스)

케이블
- 2011년 MBN 일일시트콤 《왔어 왔어 제대로 왔어》 ... 오세아 역
- 2020년 tvN 수목드라마 《메모리스트》 ... 황필선 역

### 영화
- 2006년 《사랑을 놓치다》 ... 연수 모 역
- 2007년 《사랑》 ... 상우 모 역 (특별출연)
- 2008년 《허밍》 ... (우정출연)
- 2008년 《서양골동양과자점 앤티크》 ... 흰수염 동거녀 역
- 2009년 《오감도》 ... 정하 모 역
- 2009년 《돌멩이의 꿈》 ... (특별출연)
- 2013년 《끝과 시작》 ... 정하 모친 역 (특별출연)
- 2014년 《좋은 친구들》 ... 현태 엄마 역

### 연극
- 《남과 북 DMZ》
- 《대지의 딸》
- 《사생활》
- 《춤》
- 《피의 결혼》

### 뮤지컬
- 《포기와 베스》

### 광고
- 1982년 아모레퍼시픽 리도 시그날2 치약
- 1988년 LG패션 까랑뜨리에
- 1988년 한국얀센 타이레놀
- 1988년 대한방직협회 코튼마크
- 1988년 LG생활건강 헤레나루빈스타인
- 1988~1989년 현대약품 오일라툼
- 1989년 에넥스 오리표 SSK미러
- 1989년 일양약품 아진탈 포르테
- 1989년 남영나이론(비비안) 유라인프러스브라
- 1989년 애경산업 썬실크나리싱샴푸
- 1989년~1990년 CJ씨푸드 삼호골드어묵 청정미 옹가네
- 1992년 에넥스 부엌가구
- 1993년 수협
- 1993년 대동주택건설 대동황토방아파트
- 1993년 남양알로에 알로봉
- 1994년~1995년 일양약품 원비에프
- 1995년 백화음료 알지오
- 1996년 한화L&C 한화홈카펫
- 1996년 CJ제일제당 해찬들 태양초고추장 까나리액젓
- 2002년 신동아건설 신동아베르디아파트
- 2006년 팔만대장경동판간행범국민추진위원회

## 방송 진행
- 1991년 MBC 《오늘의 요리》

## 수상 및 후보
| 연도 | 시상식              | 부문                         | 작품           | 결과 |
| ---- | ------------------- | ---------------------------- | -------------- | ---- |
| 1981 | 미스 MBC 선발대회   | 준미스 MBC                   | 빈칸           | 수상 |
| 1985 | 대한민국연극제      | 여자연기상                   | 대지의 딸      | 수상 |
| 1988 | MBC 연기대상        | 여자 우수연기상              | 내일 잊으리    | 수상 |
| 1990 | KBS 연기대상        | 여자 최우수연기상            | 야망의 세월    | 수상 |
| 1991 | 제27회 백상예술대상 | TV부문 여자 최우수연기상     | 야망의 세월    | 수상 |
| 1996 | SBS 연기대상        | 여자 최우수연기상            | 행복의 시작    | 수상 |
| 1999 | KBS 연기대상        | 여자 최우수연기상            | 유정           | 수상 |
| 2009 | SBS 연기대상        | 연속극부문 여자 조연상       | 천만번 사랑해  | 수상 |
| 2016 | MBC 연기대상        | 특별기획부문 여자 황금연기상 | 결혼계약       | 수상 |
| 2017 | KBS 연기대상        | 일일극부문 여자 우수연기상   | 내 남자의 비밀 | 후보 |
| 2018 | MBC 연기대상        | 주말특별기획부문 조연상      | 신과의 약속    | 후보 |